# Voloiac
Voloiac – wieś w Rumunii, w okręgu Mehedinți, w gminie Voloiac. W 2011 roku liczyła 472 mieszkańców.